# Ficaja
Ficaja (en corso Ficaghja) es una comuna y población de Francia, en la región de Córcega, departamento de Alta Córcega.
Su población en el censo de 2008 era de 49 habitantes.

## Demografía
| 52 | 84 | 54 | 48 | 48 | 34 |
| Para los censos de 1962 a 1999 la población legal corresponde a la población sin duplicidades (Fuente: INSEE [Consultar]) |    |    |    |    |    |